# Distrito Escolar Independiente de San Ángelo
El Distrito Escolar Independiente de San Ángelo (San Angelo Independent School District, SAISD) es un distrito escolar de Texas. Tiene su sede en San Ángelo. El consejo escolar del distrito tiene un presidente, un vicepresidente, un secretario, una tesorería, y tres miembros.

## Escuelas
Escuelas secundarias:
- Central High School
  - Central Freshman School
- Lake View High School